# Allen Craig
Allen Thomas Craig (ur. 18 lipca 1984) – amerykański baseballista występujący na pozycji pierwszobazowego w organizacji Boston Red Sox.
Craig studiował na University of California w Berkeley, gdzie w latach 2003–2005 grał w drużynie uniwersyteckiej California Golden Bears. W 2006 został wybrany w ósmej rundzie draftu przez St. Louis Cardinals i początkowo występował w klubach farmerskich tego zespołu, między innymi w Memphis Redbirds. W Major League Baseball zadebiutował 8 kwietnia 2010 w meczu przeciwko Cincinnati Reds.
W 2011 zagrał we wszystkich meczach World Series, w których Cardinals pokonali Texas Rangers 4–3. W lipcu 2013 po raz pierwszy wystąpił w Meczu Gwiazd (jako pinch hitter). W tym samym roku w trzecim meczu World Series, w których Cardinals mierzyli się z Boston Red Sox, w drugiej połowie dziewiątej zmiany został podcięty przez Willa Middlebrooksa przy trzeciej bazie próbując zdobyć zwycięskiego runa, a sędziowie ocenili to jako celowe zagranie (ang. obstruction call) i przyznali punkt drużynie Cardinals; był to pierwszy tego typu przypadek w historii meczów World Series.
31 lipca 2014 wraz z Joe Kellym przeszedł do Boston Red Sox za Johna Lackeya. W maju 2015 został przesunięty do zespołu Pawtucket Red Sox z Triple-A.
| Nagroda/wyróżnienie      | Lata | Źródło |
| All-Star                 | 2013 | [ 5 ]  |
| Zwycięzca w World Series | 2011 | [ 4 ]  |